# Aeroportul Kramfors-Sollefteå
Aeroportul Kramfors-Sollefteå (IATA: KRF, ICAO: ESNK) este un aeroport din Comuna Kramfors, Västernorrlands län, Suedia ce deservește zona Kramfors. Aeroportul a fost tranzitat în 2022 de 6.706 pasageri. A fost numit după zona deservită.
Situat la o altitudine de 10 m, aeroportul dispune de 1 pistă.

## Infrastructură

### Piste
Aeroportul dispune de o singură pistă. Pista are orientarea 17/35. 